# Hammarö utbildningscenter

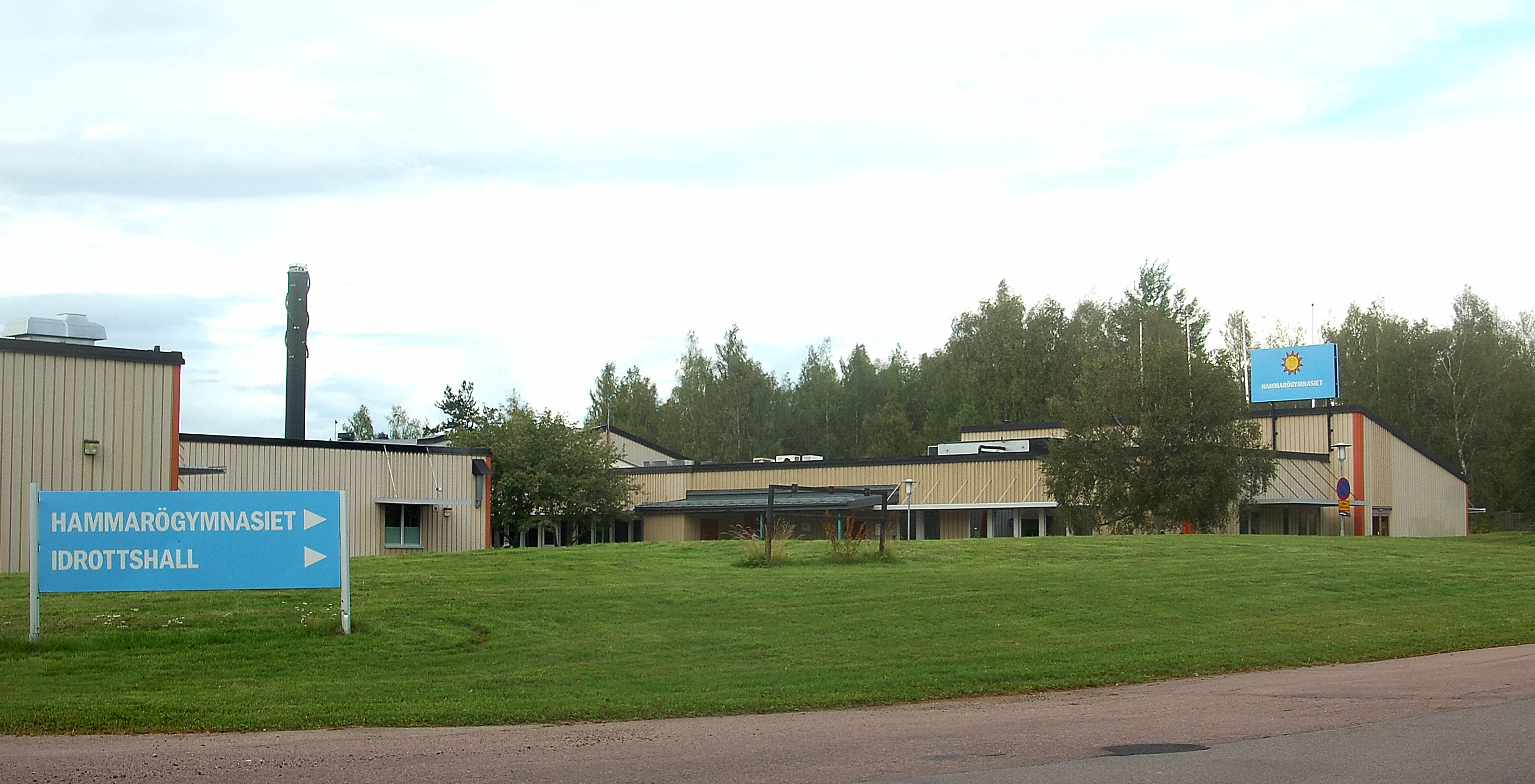
Hammarögymnasiet

Hammarö utbildningscenter var en gymnasieskola på Hammarön, 10 km söder om Karlstad.
Skolverket, LO och Lärarförbundet har tillsammans utsett sex av landets yrkesinriktade gymnasieskolor till idéskolor, och Hammarö utbildningscenter var en av dem.